# Holden VB

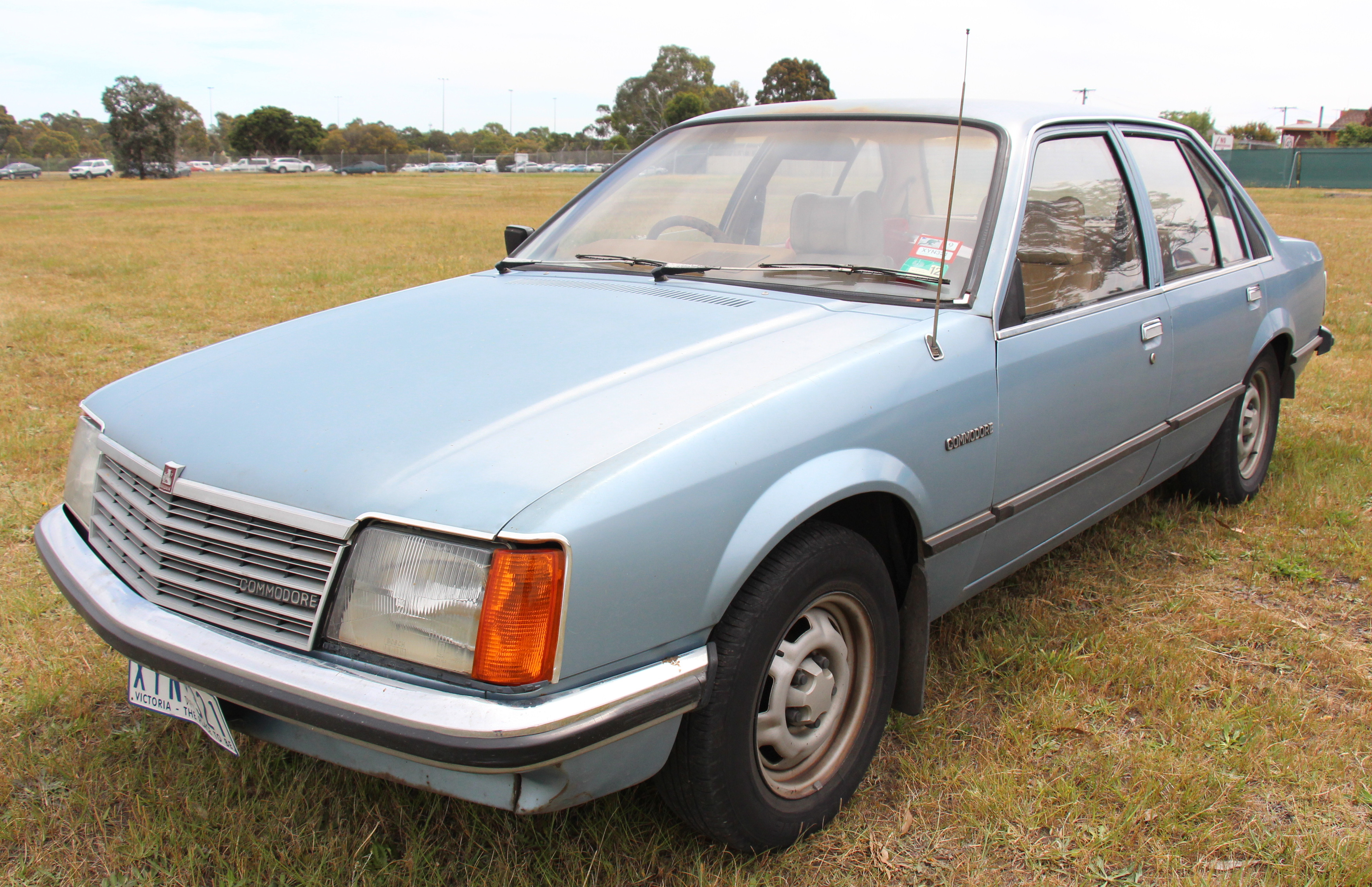
Holden Commodore, 1979

Der Holden VB wurde in den Jahren 1978 bis 1980 von der australischen GM-Division Holden gefertigt. Es gab ihn als
- Modell Calais und
- Modell Commodore.